# Монига дел Боско (Бреша)
Монига дел Боско је насеље у Италији у округу Бреша, региону Ломбардија.
Према процени из 2011. у насељу је живело 267 становника. Насеље се налази на надморској висини од 270 м.